# Асанов връх
Асанов връх е най-високият връх на планината Стъргач на българска територия. Надморската му височина е 1218 m. Принадлежи към най-ниската планина от Рило-Родопския масив.

## Описание
Издига се на странично разклонение на главното било, югоизточно от село Нова Ловча. Има куполовидно било и полегати склонове. Изграден е от метаморфни скали. Покрит е с канелени горски почви. Обрасъл е с дъб горун.
През Възродителния процес върхът е преименуван на Граничар.